# Бинарвил
Бинарвил (фр. Binarville) насеље је и општина у североисточној Француској у региону Шампањ-Арден, у департману Марна која припада префектури Сент Манеу.
По подацима из 2011. године у општини је живело 106 становника, а густина насељености је износила 6,38 становника/km². Општина се простире на површини од 16,61 km². Налази се на средњој надморској висини од 200 метара.

## Демографија
| 1962. | 1968. | 1975. | 1982. | 1990. | 1999. | 2011. |
| ----- | ----- | ----- | ----- | ----- | ----- | ----- |
| 133   | 161   | 145   | 135   | 143   | 124   | 106   |

График промене броја становника у току последњих година